# Martinez (Kalifornia)

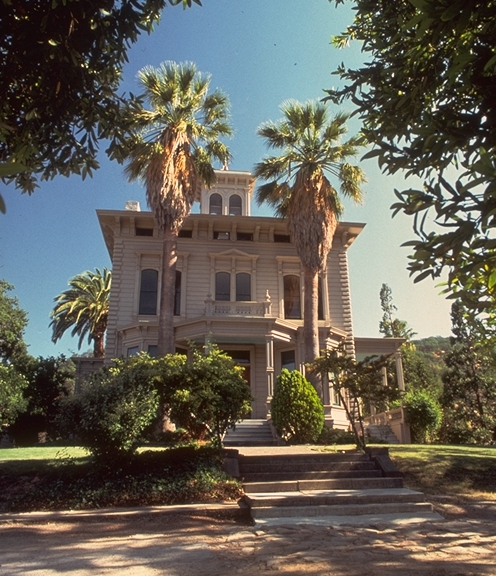
Dom Johna Muir’a (John Muir National Historic Site)

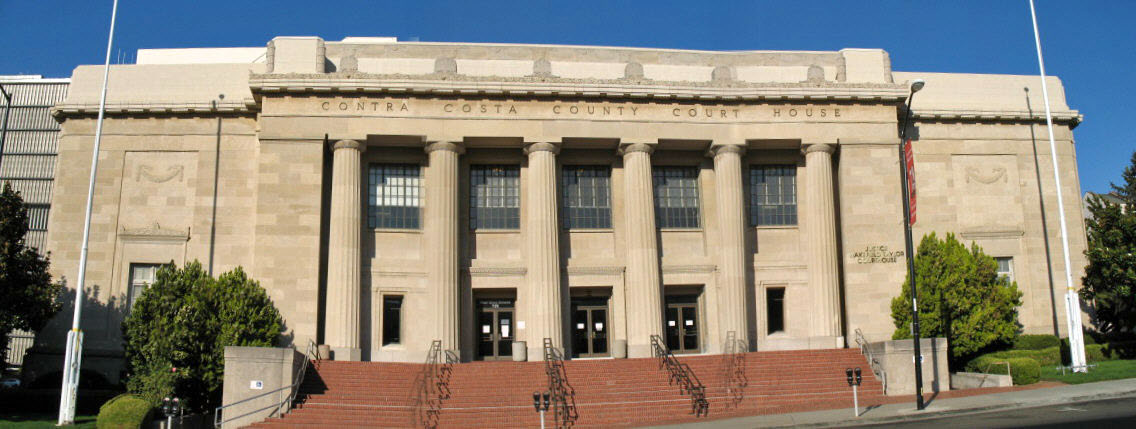
Sąd hrabstwa Contra Costa (Contra Costa County Court House)

Martinez – miasto w Stanach Zjednoczonych, w stanie Kalifornia, stolica hrabstwa Contra Costa, leży nad cieśniną Carquinez. Według spisu ludności z roku 2010, w Martinez mieszka 35 824 mieszkańców.